# Zimnița, Stara Zagora
Zimnița (în bulgară Зимница) este un sat în comuna Măglij, regiunea Stara Zagora,  Bulgaria. 

## Demografie
Componența etnică a satului Zimnița
     Bulgari (22,43%)
     Romi (70,64%)
     Nicio identificare (6,92%)
     Altele (0%)
La recensământul din 2011, populația satului Zimnița era de 838 locuitori. Din punct de vedere etnic, majoritatea locuitorilor (70,64%) erau romi, cu o minoritate de bulgari (22,43%). Pentru 6,92% din locuitori nu este cunoscută apartenența etnică.